# Konrad Vössing
Konrad Vössing (* 23. November 1959 in Berlin) ist ein deutscher Althistoriker.

Konrad Vössing studierte Geschichte und Klassische Philologie an der Freien Universität Berlin und der Universität Bordeaux. Er wurde 1991 an der Technischen Hochschule Aachen bei Hartmut Galsterer promoviert mit einer Arbeit zum Thema Untersuchungen zur römischen Schule, Bildung, Schulbildung im Nordafrika der Kaiserzeit. Vössing war wissenschaftlicher Assistent in Berlin, Aachen und an der Heinrich-Heine-Universität Düsseldorf; dort habilitierte sich Vössing 2001 mit der Arbeit Mensa regia. Das Bankett beim hellenistischen König und beim römischen Kaiser. Im Jahr 2005 wurde er als ordentlicher Professor für Alte Geschichte an die Rheinische Friedrich-Wilhelms-Universität Bonn berufen. 2010 wurde er mit dem Gay-Lussac-Humboldt-Preis ausgezeichnet. 2012 wurde er in die Nordrhein-Westfälische Akademie der Wissenschaften und der Künste aufgenommen.
Vössings Forschungsschwerpunkte sind die antike Kulturgeschichte (insbesondere das Bildungs- und Erziehungswesen, die Ess- und Bankettkultur sowie Tracht und Habitus), die Sozialgeschichte (Repräsentationsformen, Klientelbeziehungen), die Geschichte des römischen Nordafrika und die Geschichte der Vandalen. Vössing gehört zu den wenigen deutschen Althistorikern, die sich intensiv mit dem  römischen Afrika befasst haben. Zu diesem Themenkomplex veröffentlichte er 1997 die Darstellung Schule und Bildung im Nordafrika der römischen Kaiserzeit. Er legte zudem eine Übersetzung und Kommentierung Victor von Vitas Geschichte der Verfolgung in Africa vor. Im Jahr 2014 veröffentlichte er überdies ein Überblickswerk zum Vandalenreich. Das beabsichtigte Ziel seiner Arbeit ist es, „die Etablierung und Charakteristik des regnum Vandalorum darzustellen, und zwar im Kontext der Geschichte des spätrömischen Reiches, des afrikanischen Provinzialgebietes und der ‚barbarischen‘ Eroberungen“. Dabei vertritt er teils dezidiert Gegenpositionen zu anderen Vandalenforschern wie Guido M. Berndt und Roland Steinacher.

## Schriften (Auswahl)
Quelleneditionen und Monographien
- Schule und Bildung im Nordafrika der römischen Kaiserzeit (= Collection Latomus. Band 38). Latomus, Brüssel 1997, ISBN 2-87031-178-8 (Zugleich: Aachen, Technische Hochschule, Dissertation, 1991).
- Mensa regia. Das Bankett beim hellenistischen König und beim römischen Kaiser (= Beiträge zur Altertumskunde. Band 193). Saur, München u. a. 2004, ISBN 3-598-77805-8.
- Victor von Vita: Vandalen und Kirchenkampf in Africa, herausgegeben, eingeleitet und übersetzt von Konrad Vössing. WBG, Darmstadt 2010, ISBN 978-3-534-23209-3.
- Das Königreich der Vandalen. Geiserichs Herrschaft und das Imperium Romanum. Philipp von Zabern, Darmstadt 2014, ISBN 978-3-8053-4761-7.
- Die Vandalen (= C.H. Beck Wissen, Band 2881). C.H. Beck München 2018, ISBN 978-3-406-71881-6.
- Das Vandalenreich unter Hilderich und Gelimer (523–534 n. Chr.). Neubeginn und Untergang (= Vorträge an der Nordrhein-Westfälischen Akademie der Wissenschaften und der Künste. Geisteswissenschaften. Band 456). Ferdinand Schöningh, Paderborn 2019, ISBN 978-3-506-79294-5.
- Kaiser Domitian - der Kampf um seine Nachfolge und um seine Göttlichkeit. Longe tunc illi divinitas sua (= Vorträge an der Nordrhein-Westfälischen Akademie der Wissenschaften und der Künste. Geisteswissenschaften. Band 456). Ferdinand Schöningh, Paderborn 2020, ISBN 978-3-506-70326-2.

Herausgeberschaften
- Biographie und Prosopographie. Internationales Kolloquium zum 65. Geburtstag von Anthony R. Birley, 28. September 2002, Schloß Mickeln, Düsseldorf (= Historia. Einzelschriften. Heft 178). Steiner, Stuttgart 2005, ISBN 3-515-08538-6.
- Das römische Bankett im Spiegel der Altertumswissenschaften. Internationales Kolloquium 5./6. Oktober 2005, Schloß Mickeln, Düsseldorf. Steiner, Stuttgart 2008, ISBN 978-3-515-09235-7.